# Draga Bašćanska
Draga Bašćanska falu Horvátországban Tengermellék-Hegyvidék megyében. Közigazgatásilag Baškához tartozik.

## Fekvése
A Krk sziget délkeleti részén, községközpotnjától  4 km-re északnyugatra, a krki keleti és nyugati hegyláncok meredek lejtői alatt a Baškai-völgy közepén a Krk városa felé menő 102-es számú főút mellett fekszik. A völgy északi része dombosabb, míg a déli részen termékeny mező fekszenek, melyeken évszázadok óta intenzív földművelés folyik. A völgyön folyik keresztül a sziget egyetlen állandó vízfolyása a Suha Ričina vagy más néven Vela Rika. A keleti hegylánc legmagasabb csúcsai a Kozlja ( 464 m ), a Diviška ( 471 m ) és a  Hlam ( 461 m ), míg a nyugati hegylánc magaslatai az Obzova ( 568 m ), a  Veli vrh ( 541 m ) és az Orljak ( 537 m ). A völgy növényzete mintegy 200 méter magasságig nagyon sűrű, afölött viszont többnyire kopár, helyenként alacsony növényekkel. Bár a környező hegyek védik az erős északkeleti irányú szelektől, a völgy északnyugat-délkeleti fekvéséből adódóan mégis gyakran fúj itt a bóra.

## Története
A település alapítását az 1380 utáni időre teszik. I. Lajos magyar királynak a Velencei Köztársaság ellen viselt háborúja során ekkor gyújtották fel és rombolták le a velenceiek Baška várát és a lakosság egy része feltételezhetően a termékeny Baškai-völgynek ezen a részén telepedett le. A 16. századig a mai Baškát nevezték Primorje, illetve Draga Bašćanska néven is és csak azután különült el a sziget belsejében a völgyben fekvő településtől. Ahogyan időközben a népesség növekedett a Draga Bašćanska név áttevődött a Krk városa felé menő főút melletti legészakibb településcsoportra és ma már kizárólag csak erre a településre használatos. Draga Bašćanska településrészei Garina, Štefanići, Mekotica, Bneci, Tomaševo, Božičin, Preforići vagy Dujmovci, Krićev Klanac, Krićevca, Marićevo, Frgačići, Pod Svetim Jurjem, Za Svetim Jurjem, Sveta Jelisafta és Grgurići. Közülük valószínűleg az utóbbi a legősibb, mert itt található a plébániatemplom.
A Baškai-völgy települései hagyományosan mezőgazdaságból éltek, melyek közül a legfontosabb a szőlőtermesztés volt. Az itt termelt bort egykor Baška kikötőjéből az egész észak-adriai térségbe szállították. A 19. század végén kitört filoxéra járvány azonban az ültetvényeket teljesen elpusztította. A következő években az egyik ismert vrbniki szőlőtermesztő család száznegyvenezer szőlőtő elültetésével új szőlőhegyet telepített a falu fölé, mely ezáltal a sziget egyetlen szőlőtermő helye lett. A helyi családok azonban nem telepítették újra szőlőiket, helyette az állattenyésztés, ezen belül különösen a juhtenyésztés került előtérbe. Az itteni juhtenyésztésről már a 15. századból van jelentés és még ma is fejlett, bár korábbi jelentősége megszűnt. A szőlők kipusztulása után sokan a paradicsom termesztésre tértek át és lakói nagy része is a szomszédos Jurandvor és Baška paradicsomfeldolgozó üzemeiben dolgozott. Mára a völgy termékenységének csökkenése miatt az ültetvények kisebbek lettek. Az utóbbi időben kisebb olajfaültetvényeket is létesítettek itt. A kedvelt üdülőhely Baška közelsége miatt  ma már egyre inkább a turizmus a fő bevételi forrása az itt élőknek, bár a magászállásokon kívül mással még nem tudja a turisták igényeit kielégíteni. A településnek 2011-ben 249 lakosa volt. Központjában posta működik.

## Lakosság
| Lakosság változása | Lakosság változása | Lakosság változása | Lakosság változása | Lakosság változása | Lakosság változása | Lakosság változása | Lakosság változása | Lakosság változása | Lakosság változása | Lakosság változása | Lakosság változása | Lakosság változása | Lakosság változása | Lakosság változása | Lakosság változása |
| ------------------ | ------------------ | ------------------ | ------------------ | ------------------ | ------------------ | ------------------ | ------------------ | ------------------ | ------------------ | ------------------ | ------------------ | ------------------ | ------------------ | ------------------ | ------------------ |
| 1857               | 1869               | 1880               | 1890               | 1900               | 1910               | 1921               | 1931               | 1948               | 1953               | 1961               | 1971               | 1981               | 1991               | 2001               | 2011               |
| 742                | 816                | 856                | 994                | 1180               | 1143               | 1198               | 1088               | 847                | 791                | 650                | 510                | 367                | 305                | 276                | 249                |

## Nevezetességei
Szűz Mária látogatása Erzsébetnél (Sarlós Boldogasszony) tiszteletére szentelt plébániatemploma a Grgurić nevű településrészen található. 1603-ban említik először. 1778-ban megújították és bővítették. 1827-től plébániatemplom.
A Sveti Juraj etnozóna  magában foglalja a falu magját, valamint egy régi oszlopot és egy malom épületét, amelyek egy tágas, száraz kőfalakkal határolt természetes karsztos területet ölelnek fel. A zóna egy túlnyomórészt állattenyésztésre használt területet képvisel, amelyet a 15. századtól fogva, vagy még korábbról használtak és alakítottak ki.